# Lasioglossum gotham
Lasioglossum gotham är en biart som först beskrevs av Gibbs 2009. Lasioglossum gotham ingår i släktet smalbin, och familjen vägbin.

## Beskrivning
Honan har ljusgrönt huvud och mellankropp med blå metallglans, brunaktiga ben, mörkbruna antenner och mörkbrun bakkropp. Kroppen har en gråvit behåring som är gles överallt utom på huvud och mellankropp, där den är något tätare. Kroppslängden är 6 till 7 mm.
Hanen liknar honan, men ansikte och mellankropp är snarare ljusblå än gröna. Dessutom är han kortare, drygt 5 mm lång.

## Utbredning
Biet förekommer i USA, där det sågs första gången i Brooklyn Botanic Garden i New York. Den har därefter konstaterats förekomma längs USA:s östkust till South Carolina i söder. Flera fynd har gjorts i Mellanvästra USA, och ett i Nebraska.
Biet beskrevs första gången vetenskapligt av dr Jason Gibbs vid Cornelluniversitetet. Han gav det det vetenskapliga artnamnet gotham med tanke på fyndorten – New York kallas ibland "Gotham City".

## Ekologi
Arten är polylektisk, den flyger till blommande växter från många olika familjer: Kinesträdsväxter som rödlönn, strävbladiga växter som pärlemorfjärva, nejlikväxter som våtarv, ärtväxter som klövrar, näveväxter som mjuknäva, kransblommiga växter som mjukplister, brakvedsväxter som Ceanothus, rosväxter som hagtornssläktet och plommonsläktet samt violväxter som Viola bicolor.